# Halové mistrovství Evropy v atletice 1972

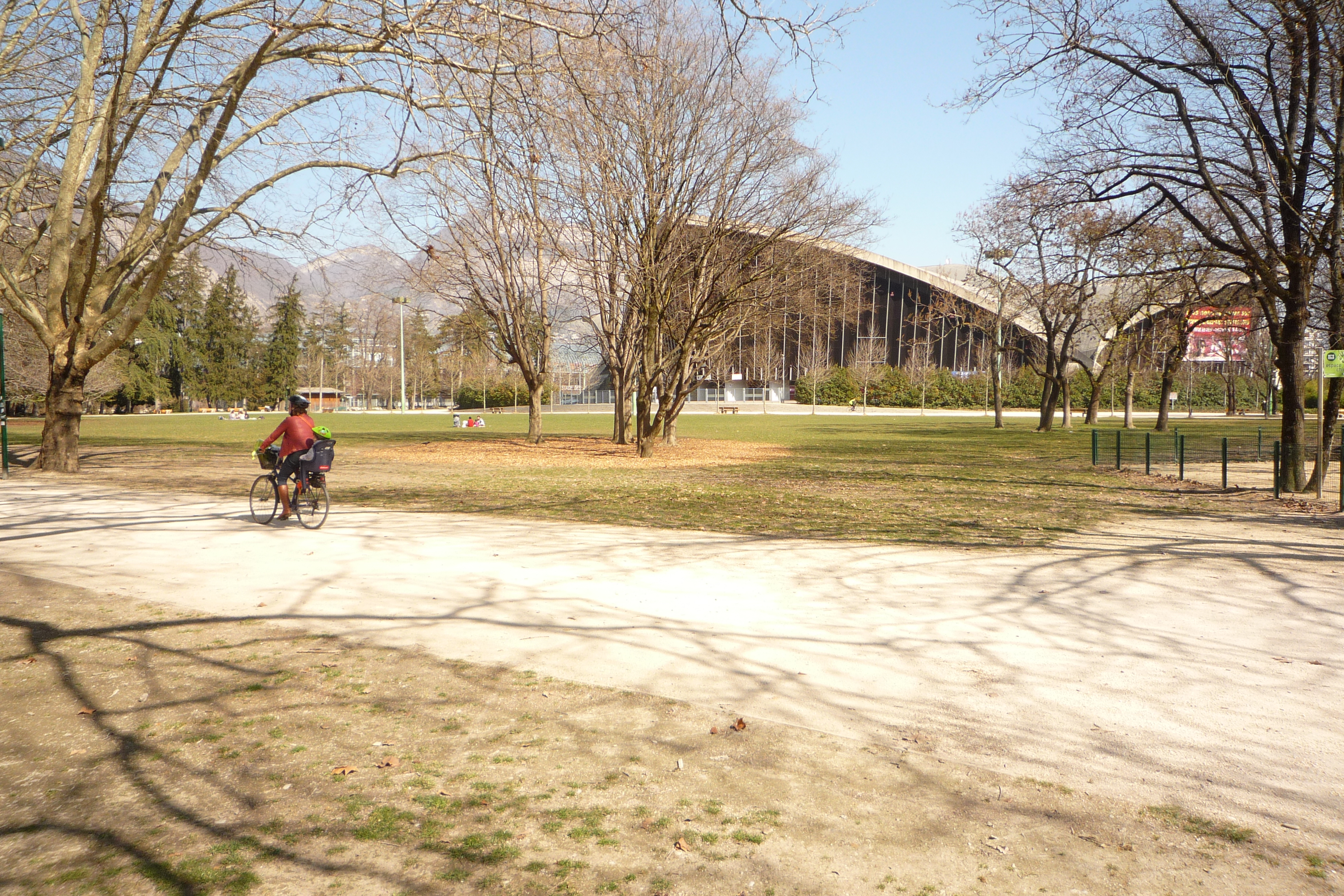
Hala Palais des Sports

3. Halové mistrovství Evropy v atletice se konalo ve dnech 11. a 12. března 1972 ve francouzském městě Grenoble. Atletické disciplíny probíhaly v hale Palais des Sports, kde se uskutečnilo halové ME také v roce 1981.
Na programu bylo celkově 23 disciplín (13 mužských a 10 ženských).

## Medailisté

### Muži
| Soutěž        | Zlato                                                                               | Stříbro                                                                                | Bronz                                                                                     |
| ------------- | ----------------------------------------------------------------------------------- | -------------------------------------------------------------------------------------- | ----------------------------------------------------------------------------------------- |
| 50 m          | Valerij Borzov 5,75                                                                 | Alexandr Korneljuk 5,81                                                                | Vasilis Papageorgopoulos 5,82                                                             |
| 400 m         | Georg Nückles 47,24                                                                 | Ulrich Reich 47,42                                                                     | Wolfgang Müller 47,42                                                                     |
| 800 m         | Jozef Plachý 1:48,84                                                                | Ivan Ivanov 1:49,05                                                                    | Francis Gonzalez 1:49,17                                                                  |
| 1500 m        | Jacques Boxberger 3:45,66                                                           | Spylios Zacharopoulos 3:46,08                                                          | Jürgen May 3:46,42                                                                        |
| 3000 m        | Juris Grustiņš 8:02,85                                                              | Jurij Alexašin 8:03,20                                                                 | Ulrich Brugger 8:05,07                                                                    |
| 50 m př.      | Guy Drut 6,51                                                                       | Manfred Schumann 6,58                                                                  | Anatolij Mošiašvili 6,59                                                                  |
| 4 x 360 m     | Polsko 2:46,4 Jan Werner Waldemar Korycki Ján Balachowski Andrzej Badeński          | NSR 2:46,9 Peter Bernreuther Rolf Krüsmann Georg Nückles Ulrich Reich                  | Francie 2:50,2 Patrick Salvador André Paoli Michel Dach Gilles Bertould                   |
| 4 x 720 m     | NSR 6:26,4 Thomas Wessinghage Harald Norpoth Paul-Heinz Wellmann Franz-Josef Kemper | Sovětský svaz 6:27,0 Alexej Taranov Valerij Taratynov Ivan Ivanov Stanislav Meščerskič | Polsko 6:27,6 Zenon Szordykowski Krzysztof Linkowski Stanisław Waśkiewicz Andrzej Kupczyk |
| Skok do výšky | István Major 2,24 m                                                                 | Kęstutis Šapka 2,22 m                                                                  | Jüri Tarmak 2,22 m                                                                        |
| Skok o tyči   | Wolfgang Nordwig 5,40 m                                                             | Hans Lagerqvist 5,40 m                                                                 | Antti Kalliomäki 5,30 m                                                                   |
| Skok daleký   | Max Klauß 8,02 m                                                                    | Hans Baumgartner 7,99 m                                                                | Jaroslav Brož 7,88 m                                                                      |
| Trojskok      | Viktor Sanějev 16,97 m                                                              | Carol Corbu 16,89 m                                                                    | Valentin Ševčenko 16,73 m                                                                 |
| Vrh koulí     | Hartmut Briesenick 20,67 m                                                          | Władysław Komar 20,32 m                                                                | Jaroslav Brabec 19,94 m                                                                   |

### Ženy
| Soutěž        | Zlato                                                                                          | Stříbro                                                                                             | Bronz                                                                                      |
| ------------- | ---------------------------------------------------------------------------------------------- | --------------------------------------------------------------------------------------------------- | ------------------------------------------------------------------------------------------ |
| 50 m          | Renate Stecherová 6,25                                                                         | Annegret Richterová 6,28                                                                            | Sylviane Telliezová 6,31                                                                   |
| 400 m         | Christel Freseová 53,36                                                                        | Inge Böddingová 54,60                                                                               | Erika Weinsteinová 54,73                                                                   |
| 800 m         | Gunhild Hoffmeisterová 2:04,83                                                                 | Ileana Silaiová 2:05,17                                                                             | Světla Zlatěvová 2:05,50                                                                   |
| 1500 m        | Tamara Pangelovová 4:14,62                                                                     | Ljudmila Braginová 4:18,35                                                                          | Vasilena Amzinová 4:18,84                                                                  |
| 50 m př.      | Annelie Ehrhardtová 6,85                                                                       | Teresa Sukniewiczová 6,94                                                                           | Meta Antenenová 7,05 Grażyna Rabsztynová 7,05                                              |
| 4 x 180 m     | NSR 1:24,1 Elfgard Schittenhelmová Christine Tackenbergová Annegret Kronigerová Rita Wildenová | Francie 1:27,6 Michèle Beugnetová Christiane Marletová Claudine Meireová Nicole Paniová             | Rakousko 1:29,5 Christa Kepplingerová Maria Sykorová Carmen Mahrová Monika Holzschusterová |
| 4 x 360 m     | NSR 3:10,4 Rita Wildenová Erika Weinsteinová Christel Freseová Inge Böddingová                 | Sovětský svaz 3:11,2 Natalja Čisťakovová Ludmila Axenovová Ljubov Savjalovová Naděžda Kolesnikovová | Francie 3:11,3 Madeleine Thomasová Bernadette Martinová Nicole Duclosová Colette Bessonová |
| Skok do výšky | Rita Schmidtová 1,90 m                                                                         | Rita Gildemeisterová 1,84 m                                                                         | Jordanka Blagoevová 1,84 m                                                                 |
| Skok daleký   | Brigitte Roesenová 6,58 m                                                                      | Meta Antenenová 6,42 m                                                                              | Jarmila Nygrýnová 6,39 m                                                                   |
| Vrh koulí     | Naděžda Čižovová 19,41 m                                                                       | Antonina Ivanovová 18,54 m                                                                          | Marianne Adamová 18,30 m                                                                   |

## Medailové pořadí
| Umístění | Stát                             | Zlato | Stříbro | Bronz | Celkem |
| -------- | -------------------------------- | ----- | ------- | ----- | ------ |
| 1.       | Německá demokratická republika   | 7     | 1       | 2     | 10     |
| 2.       | Západní Německo                  | 6     | 6       | 3     | 15     |
| 3.       | Sovětský svaz                    | 5     | 8       | 3     | 16     |
| 4.       | Francie                          | 2     | 1       | 4     | 7      |
| 5.       | Polsko                           | 1     | 2       | 2     | 5      |
| 6.       | Československo                   | 1     | 0       | 3     | 4      |
| 7.       | Maďarská lidová republika        | 1     | 0       | 0     | 1      |
| 8.       | Rumunská socialistická republika | 0     | 2       | 0     | 2      |
| 9.       | Řecko                            | 0     | 1       | 1     | 2      |
| 9.       | Švýcarsko                        | 0     | 1       | 1     | 2      |
| 11.      | Švédsko                          | 0     | 1       | 0     | 1      |
| 12.      | Bulharská lidová republika       | 0     | 0       | 3     | 3      |
| 13.      | Finsko                           | 0     | 0       | 1     | 1      |
| 13.      | Rakousko                         | 0     | 0       | 1     | 1      |